# Přerov (zámek)
Zámek Přerov je renesanční čtyřkřídlý zámecký objekt z první čtvrtiny 17. století, vybudovaný na místě původního hradu ve městě Přerov. Věž zámku byla dostavěna až v roce 1997 po 225 letech. Původně hrad z 12. st., zpustošený za husitských válek. Na pozdně gotický zámek přestavěn patrně Vilémem z Pernštejna. Později upraven renesančně. Za třicetileté války napaden Švédy a Valachy, ale neponičen. Dnes využitý jako regionální muzeum.

## Současnost
V zámku sídlí od roku 1888 Muzeum Jana Ámose Komenského. V expozicích muzea se nalézají vzácné mineralogické, entomologické a archeologické exponáty, dále dokumenty vážící se k životu J. A. Komenského s dobovou rekonstrukcí školních tříd. Dále je možné zhlédnout expozice národopisu Hané a ukázky zvonů ze světoznámé zvonařské dílny Dytrychových v Brodku u Přerova. Ve sklepních prostorách zámku se nalézají expozice doby pravěké. V bývalé zámecké konírně vznikla kavárna s výstavními prostory a v zámeckém příkopu venkovní amfiteátr. Jedná se o nejvýznamnější kulturní centrum na území města Přerova.
Zámek prošel v roce 2006 celkovou rekonstrukcí a je dominantou městské památkové zóny v Přerově.

## Fotogalerie

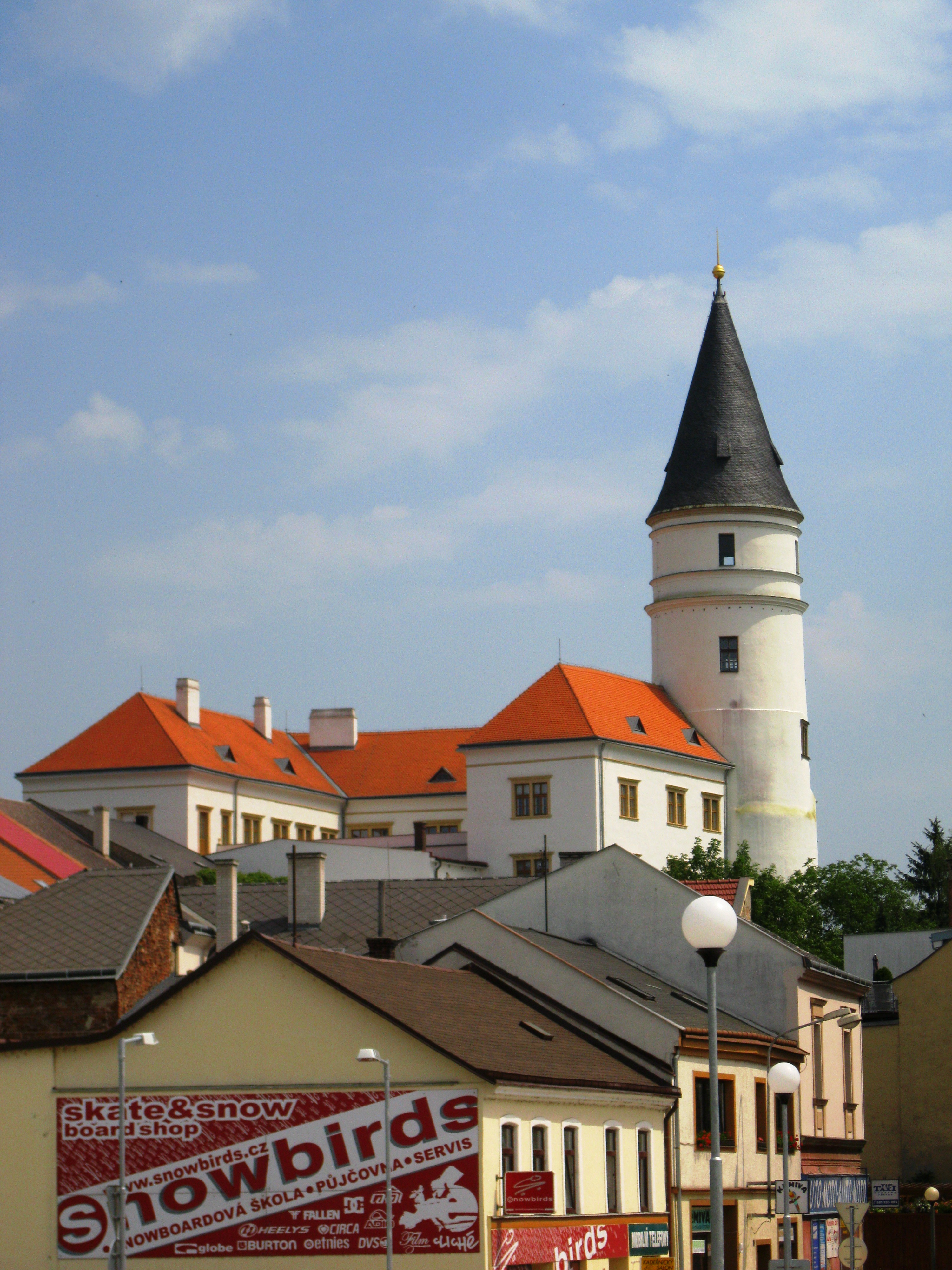
Zámek z dálky
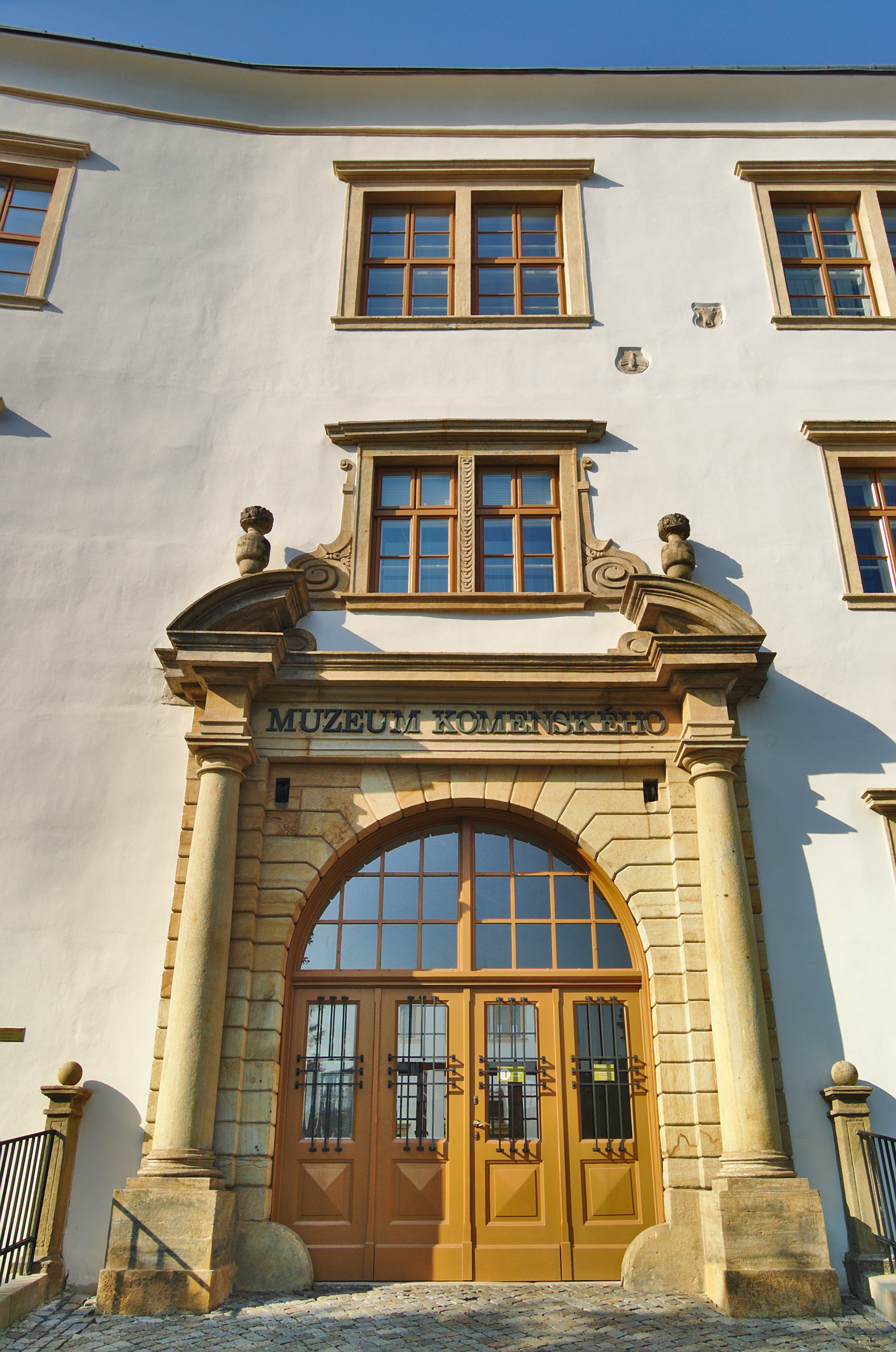
Vstup
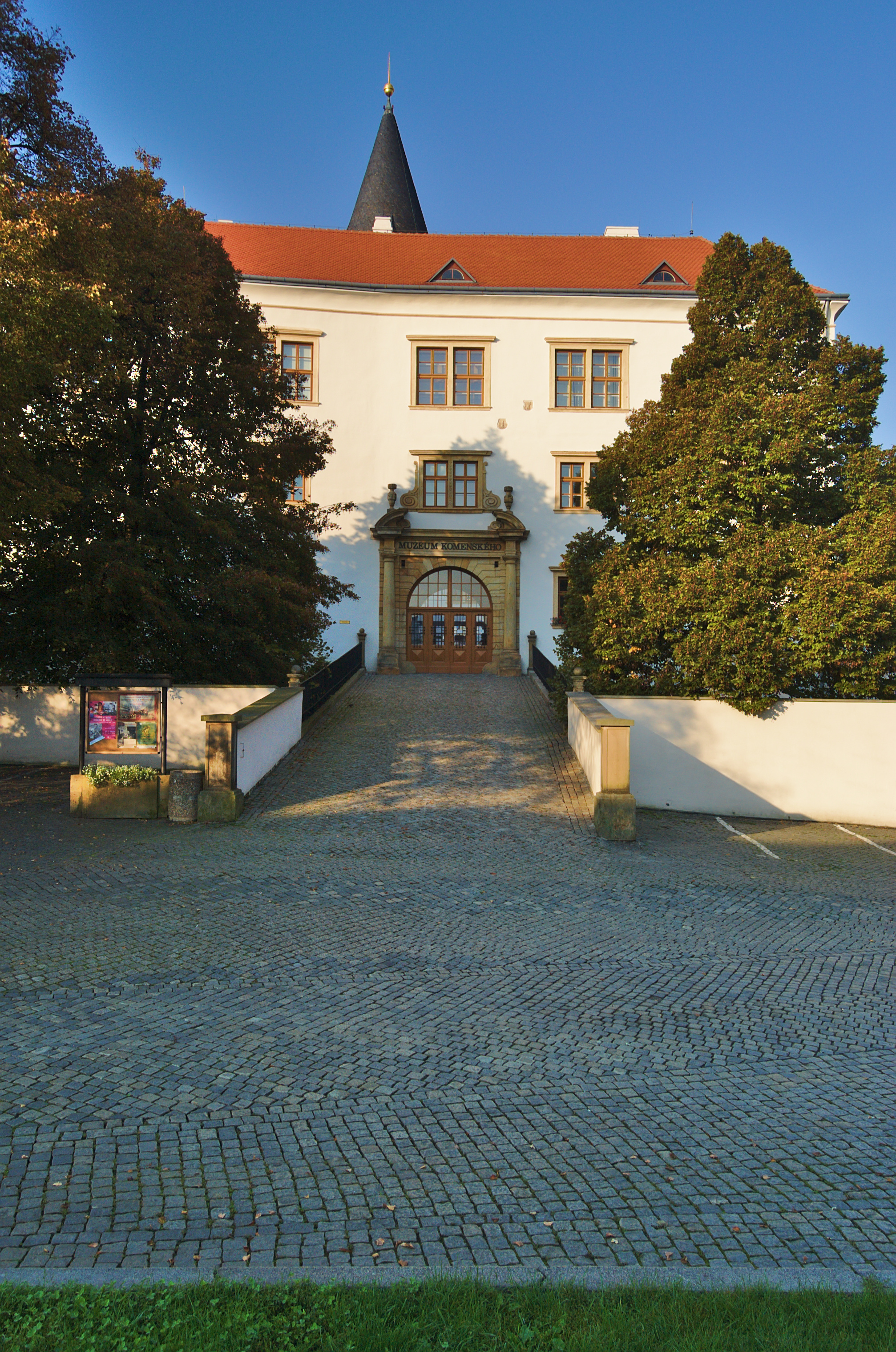
Vstup
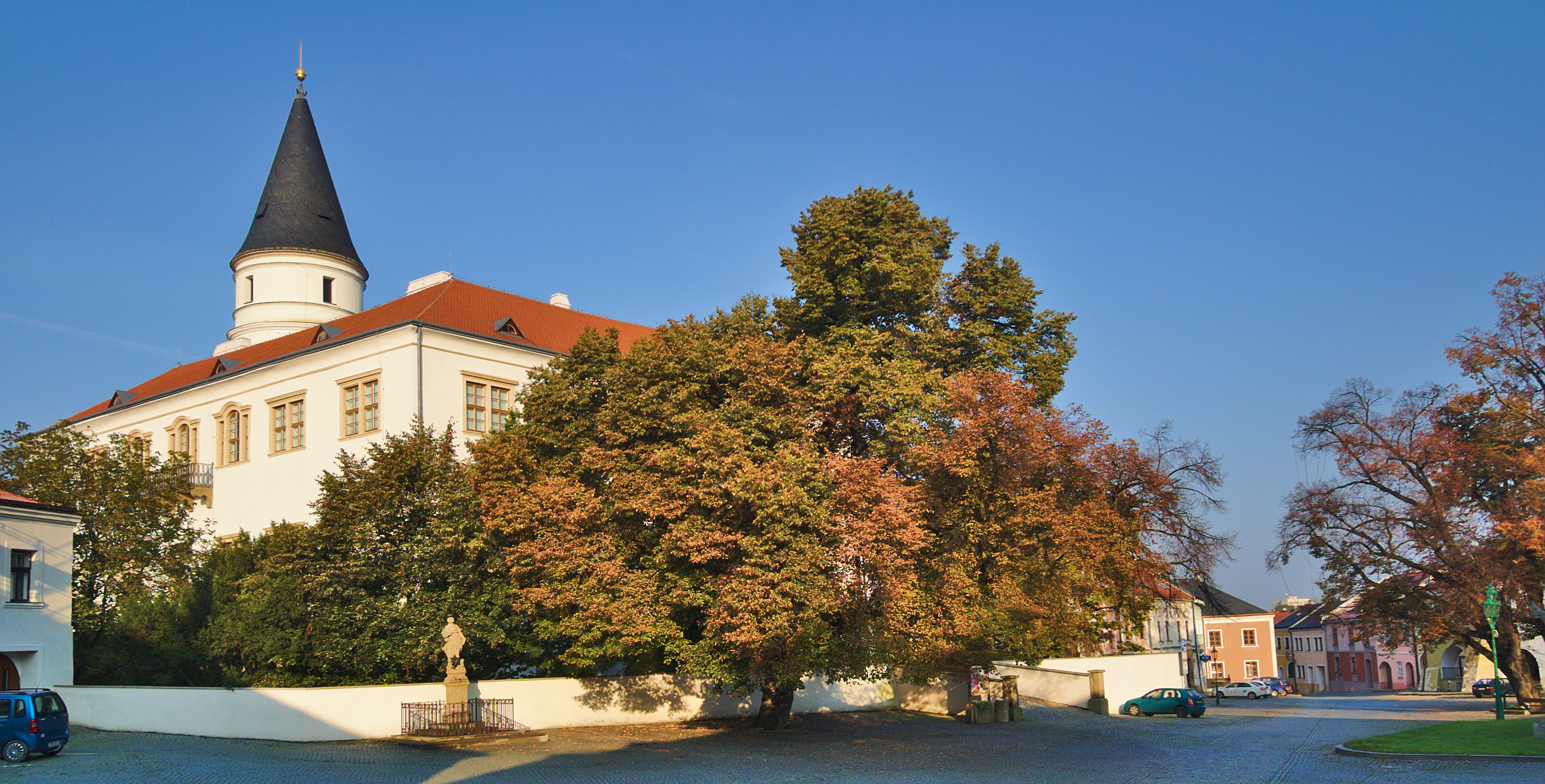
Poloha na Horním náměstí
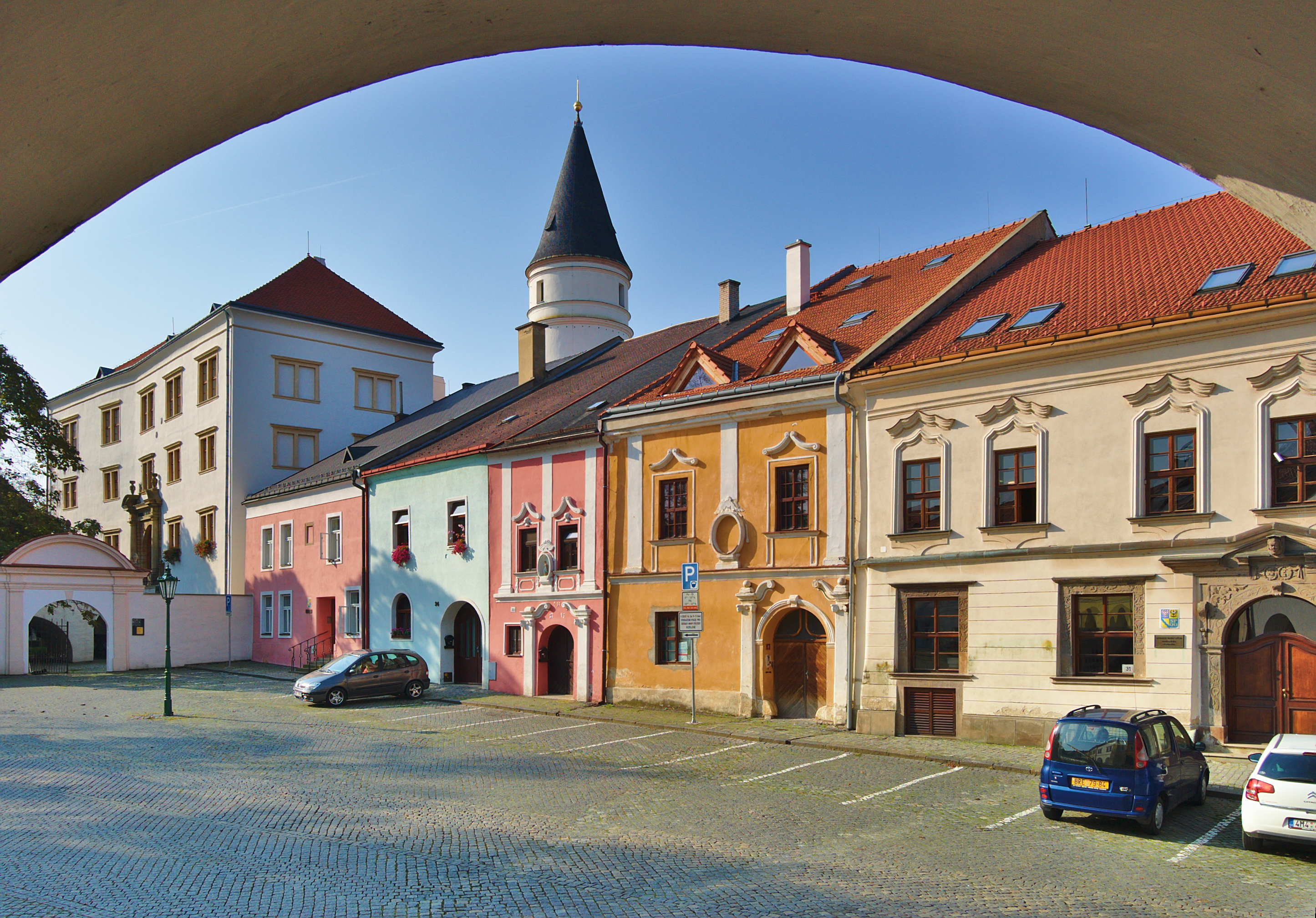
Pohled od severu
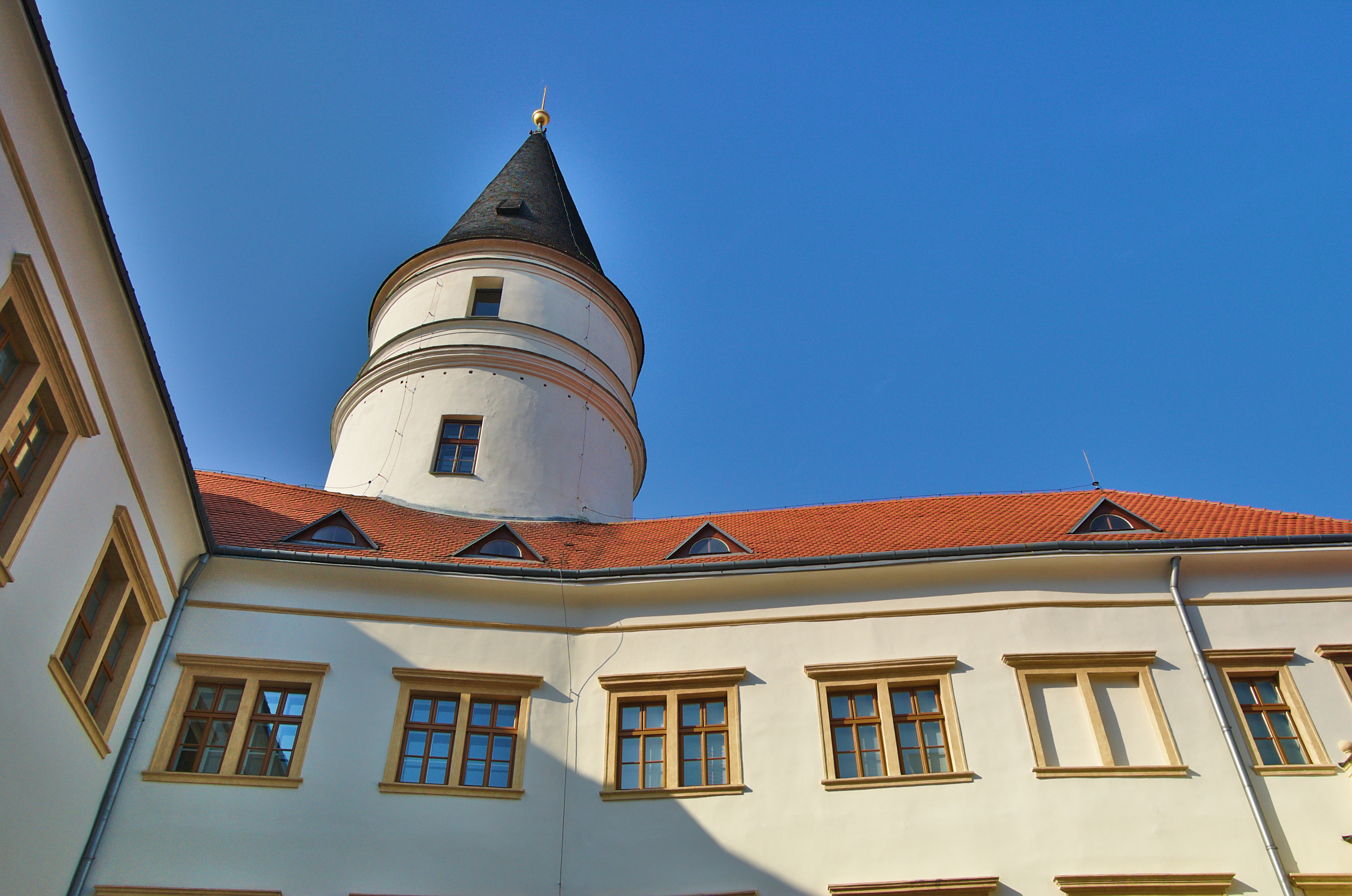
Věž z nádvoří
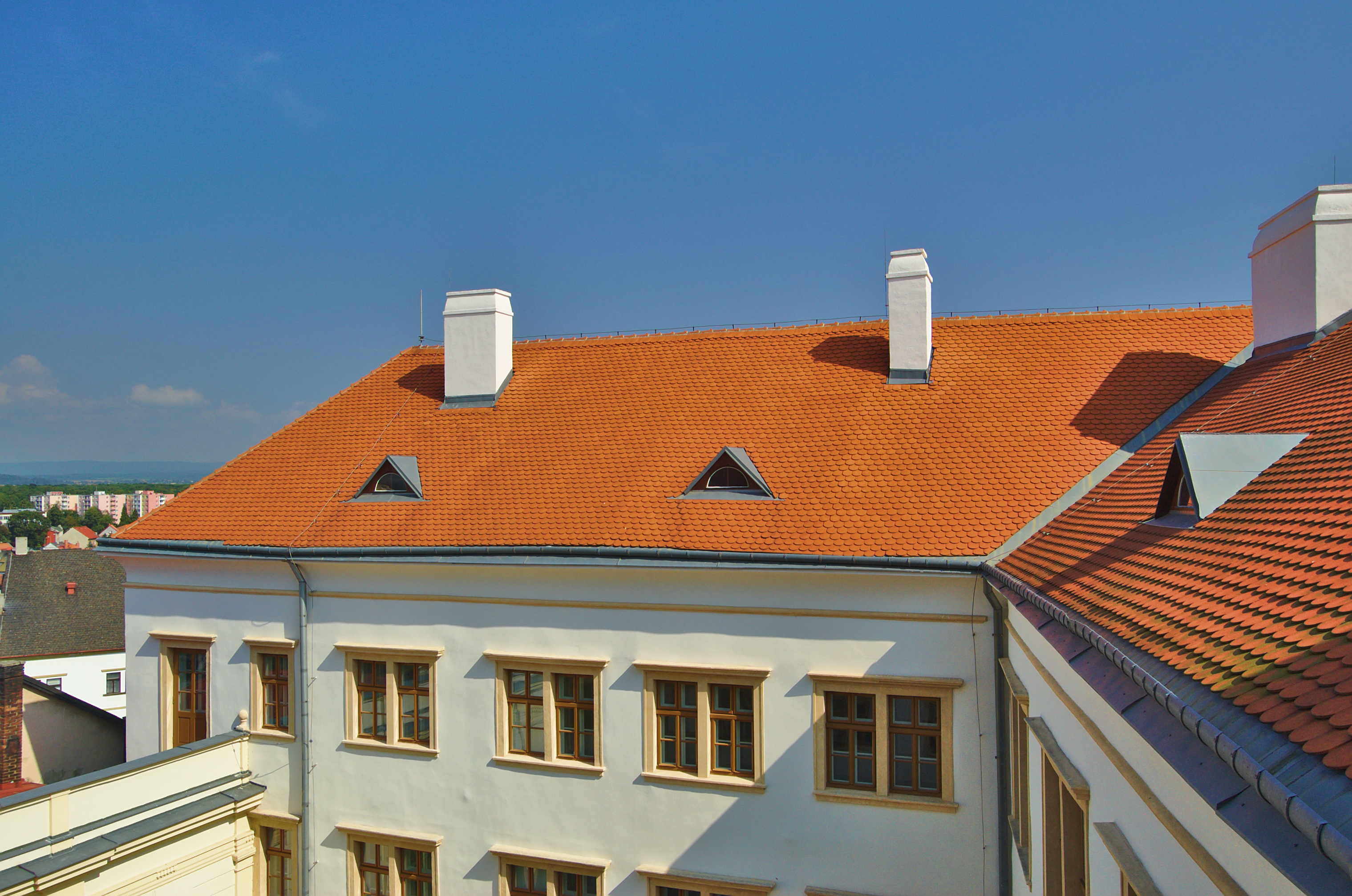
Střešní část
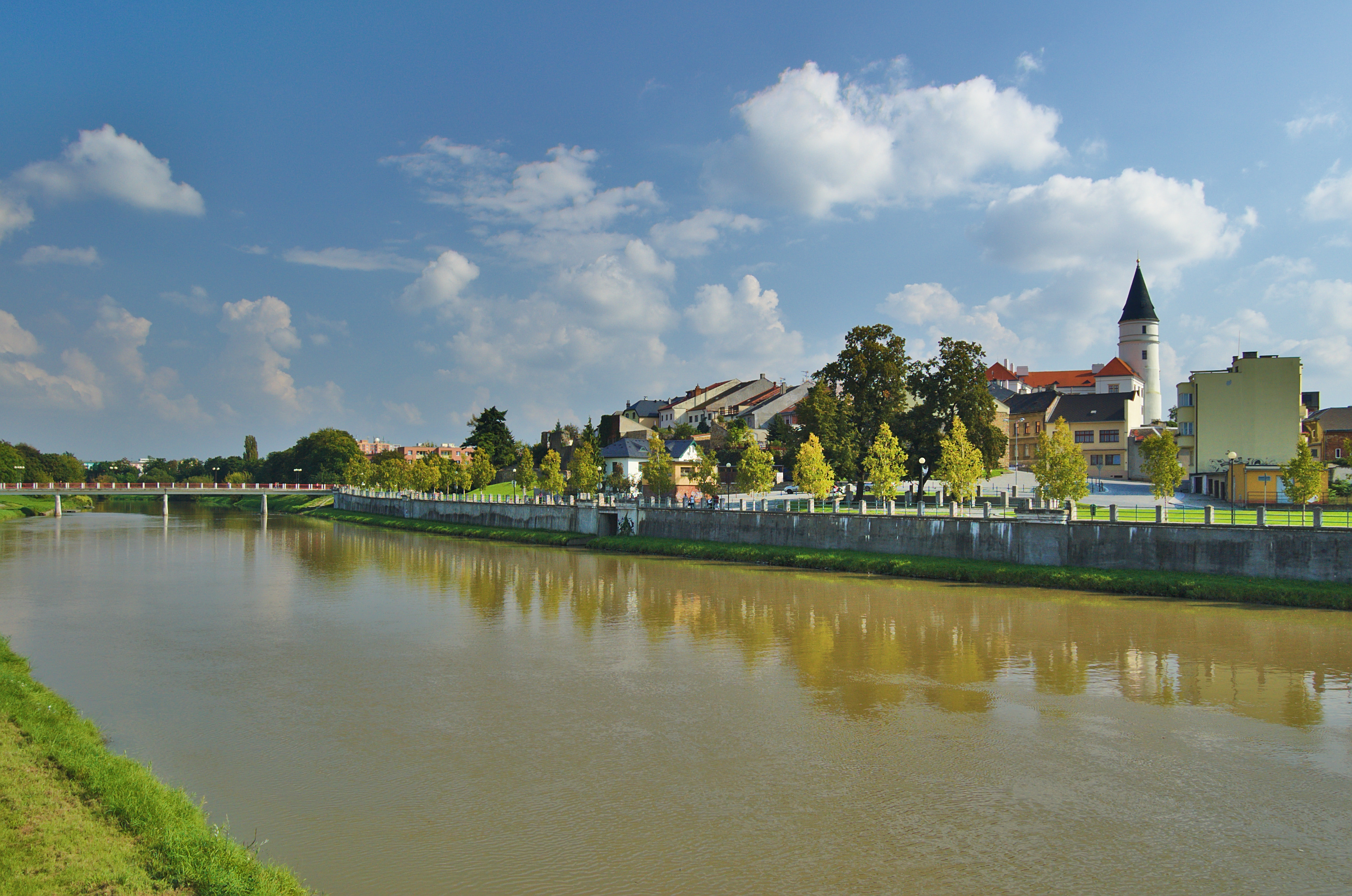
Zámek v kontextu historického jádra
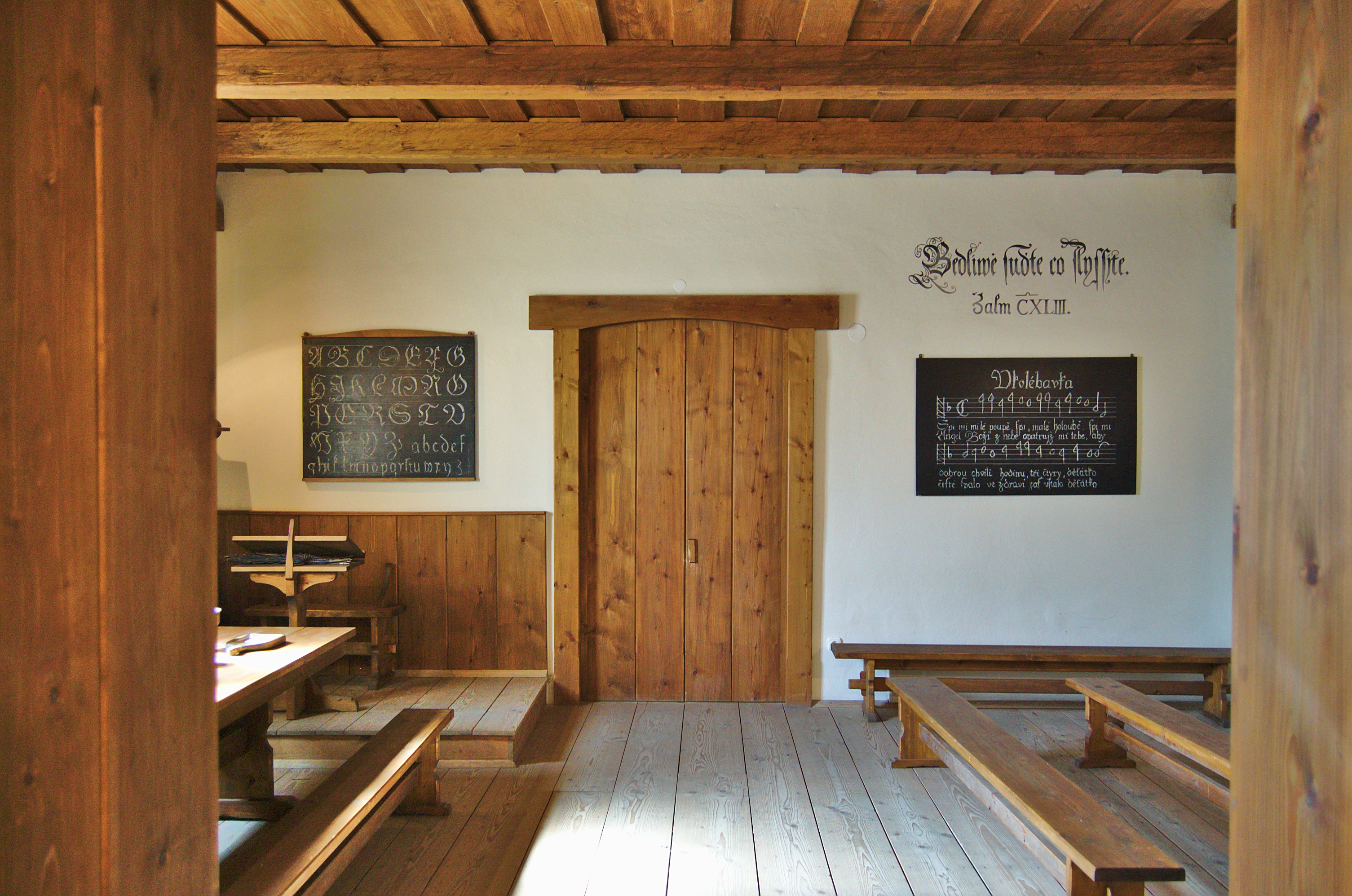
Muzeum Komenského nacházející se uvnitř